# 무라야마 유스케
무라야마 유스케(일본어: 村山 祐介 1981년 6월 10일 ~ )는 일본의 전 축구 선수이다.

## 구단 경력
과거 쇼난 벨마레, 오미야 아르디자, 오이타 트리니타에서 활동하였다.